# Contea di Chatham (Carolina del Nord)
La contea di Chatham, in inglese Chatham County, è una contea dello Stato della Carolina del Nord, negli Stati Uniti. La popolazione al censimento del 2000 era di 49 329 abitanti. Il capoluogo di contea è Pittsboro.

## Storia
La contea di Chatham fu costituita nel 1771.

## Geografia antropica

### Town
- Cary
- Goldston
- Pittsboro
- Siler City

### Census-designated place
- Bennett
- Fearrington Village
- Gulf
- Moncure